# Верхні Сунари
Ве́рхні Суна́ри (рос. Верхние Сунары, чув. Тури Сăнар) — присілок у Чувашії Російської Федерації, у складі Совєтського сільського поселення Ядринського району.
Населення — 130 осіб (2010; 137 в 2002, 155 в 1979, 203 в 1939, 237 в 1926, 164 в 1897, 104 в 1858).

## Історія
Утворився 18 століття як околоток присілку Янасали (нині Александровське. До 1866 року селяни мали статус державних, займались землеробством, тваринництвом. На початку 20 століття діяв вітряк. 1930 року створено колгосп «Нове життя». До 1927 року присілок входив до складу Шуматовської волості Ядринського повіту, після переходу 1927 року на райони — у складі Аліковського району, з 1928 року — у складі Ядринського району, з 1939 по 1956 роки — у складі Совєтського району, після ліквідації якого повернуто до складу Ядринського району.